# William Henry (Schwimmer)
William Henry (* 28. Juni 1859 in London; † 20. März 1928 ebenda) war ein britischer Schwimmer und Wasserballspieler.

## Karriere
Henry nahm 1900 an den Olympischen Spielen in Paris teil. In den Wettbewerben über 200 m Hindernis und 4000 m Freistil erreichte er das Finale. Für die Disziplinen über 200 m Freistil und 200 m Rücken war der Brite ebenfalls gemeldet, trat aber nicht an. Mit der Mannschaft vom Osborne Swimming Club nahm er außerdem am Wettbewerb im Wasserball teil. Hier gewann das Team die Goldmedaille. Sechs Jahre später war er Teilnehmer der Olympischen Zwischenspiele. In Athen sicherte er sich mit der britischen Staffel Bronze über 4 × 250 m Freistil.